# نادر میرسعیدی
نادر میرسعیدی مجدآبادی (۱۳۳۵ – ۹ شهریور ۱۳۹۶) مدرس دانشگاه، پژوهشگر تاریخ ایران باستان، مترجم، و شاعر ایرانی بود. میرسعیدی در نگارش جلد نخست کتاب تاریخ ایران باستان (کتاب درسی برای دانشجویان دانشگاه تهران) با ژاله آموزگار و صادق ملک شهمیرزادی همکار بوده است. او اولین فارغ‌التحصیل رشته دکتری تاریخ ایران باستان به سال ۱۳۷۷ در دانشگاه آزاد واحد علوم و تحقیقات بود.
او بر زبان‌های باستانی همچون زبان پارسی باستان، خط ایلامی، زبان اوستایی و پهلوی آشنایی داشت و بر ادبیات فارسی و شیوه نگارش اشراف خوبی داشت. او چندان اهل سخنرانی و شرکت در مراسم نبود. وی در ۹ شهریور ۱۳۹۶ بر اثر عارضه قلبی در تهران درگذشت.

## تألیفات
- سلوکیان و اشکانیان[۹]
- تاریخ ایران باستان - جلد اول (به همراه ژاله آموزگار)
- ایران باستان
- تمدن یونان

## ترجمه‌ها
- ستیز و سازش (کتاب)[۱۰]
- اتروسک ها[۱۱]
- مینوسی ها[۱۲]
- تاریخ خط میخی[۱۳][۱۴][۱۵]
- امپراتوری مغول[۱۶]
- پژوهشی تاریخ ایلام نو[۱۷]
- ایران در سرآغاز تاریخ[۱۸]
- مصریان باستان[۱۹]
- دانشنامه تاریخ جهان برای نوجوانان[۲۰][۲۱][۲۲]
- چگونه زندگی آغاز شد[۲۳]
- انسان اولیه در ایران[۲۴]

## مجموعه اشعار
- زمزمه[۲۵]
- درون دخمه شبوار[۲۶]